# Correntina
Correntina is een gemeente in de Braziliaanse deelstaat Bahia. De gemeente telt 32.980 inwoners (schatting 2009).

## Geboren in Correntina
- Carlos Moura Dourado (1964), voetballer
- Baiano (1987), voetballer